# Skeleton ai XXIV Giochi olimpici invernali - Singolo femminile
Nello skeleton ai XXIV Giochi olimpici invernali la gara del singolo femminile si è disputata nelle giornate dell'11 e 12 febbraio 2022 sulla pista del National Sliding Centre nella località di Yanqing.

## Riepilogo
Il titolo olimpico uscente apparteneva alla britannica Lizzy Yarnold, vinto sopravanzando la tedesca Jacqueline Lölling, che fu medaglia d'argento, e l'altra atleta britannica Laura Deas, cui andò il bronzo. La detentrice del titolo mondiale di Altenberg 2021 era invece la tedesca Tina Hermann.
In questa edizione la medaglia d'oro è stata conquistata dalla tedesca Hannah Neise, giunta al traguardo con 62 centesimi di secondo davanti all'australiana Jaclyn Narracott, che ha quindi vinto la medaglia d'argento precedendo sul podio la l'olandese Kimberley Bos, fresca vincitrice della Coppa del Mondo 2021/22. 
Tutte e tre le medaglie furono storiche in quanto per la Germania si trattò del primo trionfo olimpico nella storia dello skeleton femminile (la prima in assoluto fu quella di Christopher Grotheer che conquistò l'oro il giorno prima nella specialità al maschile) e la Neise divenne inoltre la seconda atleta più giovane a primeggiare alle olimpiadi, preceduta soltanto dalla statunitense Tristan Gale, vincitrice a Salt Lake City 2002 nella gara d'esordio dello skeleton alle olimpiadi, più giovane di due mesi al momento della vittoria; prime medaglie in assoluto anche per l'Australia e per l'intero continente oceanico nonché per i Paesi Bassi, per cui fu la prima volta sul podio considerando anche le altre due discipline della slitta (bob e slittino).

## Sistema di qualificazione
In base a quanto previsto dal regolamento di qualificazione ai Giochi, potevano partecipare alla competizione al massimo 25 atlete suddivise secondo le seguenti quote: 2 nazioni avevano diritto a schierarne tre, 4 potevano portarne due e ulteriori 11 soltanto una; era inoltre garantito almeno un posto per una concorrente cinese in qualità di nazione ospitante i Giochi. Tenendo conto di questo sistema di selezione, la quota delle partecipanti schierabili da ogni comitato olimpico nazionale era calcolata in base alla graduatoria dell'IBSF Ranking (classifica a punti comprendente le gare di Coppa del Mondo, Coppa Intercontinentale, Coppa Europa e Coppa Nordamericana, con pesi differenti) al 16 gennaio 2022. Eventuali ulteriori posti avanzati sarebbero stati assegnati scorrendo il suddetto Ranking IBSF. La scelta delle atlete vere e proprie era tuttavia a discrezione di ogni comitato nazionale, a patto che esse avessero soddisfatto determinati requisiti di partecipazione a gare internazionali disputatesi nella stagione pre-olimpica e sino al 16 gennaio 2022.

### Nazioni qualificate
Il 17 gennaio 2022 la IBSF aveva diramato i comunicati ufficiali in merito ai 25 posti qualificati ai Giochi e il successivo 24 gennaio tutti gli aventi diritto confermarono la partecipazione alla gara eccetto la Francia (avente diritto) e la Svezia (prima esclusa), le quali rinunciarono e il suddetto posto venne preso dalle Isole Vergini Americane:
- Nazioni con tre atlete:  ROC e  Germania
- Nazioni con due atlete:  Canada,  Stati Uniti,  Cina e  Gran Bretagna;
- Nazioni con un'atleta:  Paesi Bassi,  Austria,  Italia,  Belgio,  Australia,  Rep. Ceca,  Brasile,  Porto Rico,  Lettonia,  Corea del Sud e  Isole Vergini Americane.

## Record del tracciato
Prima della manifestazione non era ancora stato stabilito alcun primato del tracciato del National Sliding Centre, di conseguenza durante la competizione sono stati battuti i seguenti record:
| Record   | Data        | Evento   | Atleta              | Nazione  | Tempo   |
| -------- | ----------- | -------- | ------------------- | -------- | ------- |
| Partenza | 11 febbraio | manche 1 | Valentina Margaglio | Italia   | 4"98    |
| Pista    | 11 febbraio | manche 1 | Mirela Rahneva      | Canada   | 1'02"03 |
| Pista    | 12 febbraio | manche 3 | Hannah Neise        | Germania | 1'01"44 |

## Classifica di gara
| Pos. | Atlete                | Nazione                 | 1ª manche | 2ª manche | 3ª manche    | 4ª manche | Totale  | Distacco |
| ---- | --------------------- | ----------------------- | --------- | --------- | ------------ | --------- | ------- | -------- |
|      | Hannah Neise          | Germania                | 1'02"36   | 1'02"19   | 1'01"44 (TR) | 1'01"63   | 4'07"62 | –        |
|      | Jaclyn Narracott      | Australia               | 1'02"05   | 1'02"29   | 1'01"79      | 1'02"11   | 4'08"24 | +0"62    |
|      | Kimberley Bos         | Paesi Bassi             | 1'02"51   | 1'02"22   | 1'01"86      | 1'01"87   | 4'08"46 | +0"84    |
| 4    | Tina Hermann          | Germania                | 1'02"28   | 1'02"29   | 1'01"90      | 1'02"26   | 4'08"73 | +1"11    |
| 5    | Mirela Rahneva        | Canada                  | 1'02"03   | 1'03"14   | 1'01"72      | 1'02"26   | 4'09"15 | +1"53    |
| 6    | Katie Uhlaender       | Stati Uniti             | 1'02"41   | 1'02"46   | 1'02"15      | 1'02"21   | 4'09"23 | +1"61    |
| 7    | Anna Fernstaedt       | Rep. Ceca               | 1'02"35   | 1'02"44   | 1'02"27      | 1'02"26   | 4'09"32 | +1"70    |
| 8    | Jacqueline Lölling    | Germania                | 1'02"27   | 1'02"45   | 1'02"22      | 1'02"41   | 4'09"35 | +1"73    |
| 9    | Zhao Dan              | Cina                    | 1'02"26   | 1'02"40   | 1'02"53      | 1'02"33   | 4'09"52 | +1"90    |
| 10   | Janine Flock          | Austria                 | 1'02"64   | 1'02"72   | 1'02"23      | 1'02"45   | 4'10"04 | +2"42    |
| 11   | Julija Kanakina       | ROC                     | 1'02"56   | 1'02"95   | 1'02"24      | 1'02"34   | 4'10"09 | +2"47    |
| 12   | Valentina Margaglio   | Italia                  | 1'02"84   | 1'03"04   | 1'02"45      | 1'02"05   | 4'10"38 | +2"76    |
| 13   | Nicole Rocha Silveira | Brasile                 | 1'02"58   | 1'02"95   | 1'02"55      | 1'02"40   | 4'10"48 | +2"86    |
| 14   | Li Yuxi               | Cina                    | 1'02"64   | 1'02"62   | 1'02"39      | 1'02"94   | 4'10"59 | +2"97    |
| 15   | Alina Tararyčenkova   | ROC                     | 1'02"74   | 1'02"86   | 1'02"43      | 1'02"79   | 4'10"82 | +3"20    |
| 16   | Elena Nikitina        | ROC                     | 1'02"92   | 1'03"07   | 1'02"51      | 1'02"37   | 4'10"87 | +3"25    |
| 17   | Jane Channell         | Canada                  | 1'02"59   | 1'03"31   | 1'02"71      | 1'02"34   | 4'10"95 | +3"33    |
| 18   | Kim Meylemans         | Belgio                  | 1'02"35   | 1'02"92   | 1'02"34      | 1'03"73   | 4'11"34 | +3"72    |
| 19   | Laura Deas            | Gran Bretagna           | 1'02"99   | 1'03"15   | 1'02"71      | 1'02"70   | 4'11"55 | +3"93    |
| 20   | Endija Tērauda        | Lettonia                | 1'02"98   | 1'03"15   | 1'02"65      | 1'02"79   | 4'11"57 | +3"95    |
| 21   | Kelly Curtis          | Stati Uniti             | 1'02"94   | 1'03"05   | 1'03"24      | NQ        | 3'09"23 | -        |
| 22   | Brogan Crowley        | Gran Bretagna           | 1'03"32   | 1'03"23   | 1'02"82      | NQ        | 3'09"37 | -        |
| 23   | Kim Eun-ji            | Corea del Sud           | 1'03"28   | 1'03"68   | 1'02"83      | NQ        | 3'09"79 | -        |
| 24   | Kellie Delka          | Porto Rico              | 1'04"83   | 1'04"47   | 1'04"55      | NQ        | 3'13"85 | -        |
| 25   | Katie Tannenbaum      | Isole Vergini Americane | 1'06"48   | 1'07"36   | 1'04"84      | NQ        | 3'18"68 | -        |

Data: Venerdì 11 febbraio 2022

Ora locale 1ª manche: 09:30

Ora locale 2ª manche: 11:00

Data: Sabato 12 febbraio 2022

Ora locale 3ª manche: 20:20

Ora locale 4ª manche: 21:55

Pista: National Sliding Centre

Legenda:
- DNS = non partita (did not start)
- DNF = prova non completata (did not finish)
- DSQ = squalificata (disqualified)
- Pos. = posizione
- TR = record del tracciato (track record)
- in grassetto il miglior tempo di manche.